# Eddie Money (álbum)
Eddie Money es el álbum de estudio debut del músico estadounidense Eddie Money, publicado en 1977. Contiene una de las canciones más reconocidas del artista, "Two Tickets to Paradise".

## Lista de canciones
1. "Two Tickets to Paradise" (Eddie Money) – 3:57
2. "You've Really Got a Hold on Me" (Smokey Robinson) – 3:49
3. "Wanna Be a Rock 'n' Roll Star" (Money, Chris Solberg) – 3:58
4. "Save a Little Room in Your Heart for Me" (Money) – 4:52
5. "So Good to Be in Love Again" (Money, Jimmy Lyon) – 4:11
6. "Baby Hold On" (Money, Lyon) – 3:30
7. "Don't Worry" (Money, Lyon) – 3:43
8. "Jealousy" (Money, Lyon) – 3:57
9. "Got to Get Another Girl" (Money, Lyon) – 3:25
10. "Gamblin' Man" (Money, Dan Alexander, Lyon) – 3:58

## Sencillos
- Baby Hold On (1978) #11 EE. UU.
- Two Tickets to Paradise (1978) #22 EE. UU.
- You've Really Got a Hold on Me (1979) #72 EE. UU.